# Strate (botanique)
Pour les articles homonymes, voir étagement et stratification.

Représentation schématique de la stratification aérienne (ou épigée) des végétaux.

En synécologie, une strate végétale, appelée aussi strate végétative ou étage, décrit un des principaux niveaux d'étagement vertical d'un peuplement végétal, chacun étant caractérisé par un microclimat et une faune spécifique. Chaque peuplement présente en effet des caractères biologiques et morphologiques similaires qui peuvent être des critères de taille (formation végétale haute et basse), de densité (formation dense, claire, ouverte ou fermée), d'étendue spatiale, d'aspect (homogène ou hétérogène), de biomasse (production annuelle par unité de surface), de rythmes saisonniers (formation caduque ou sempervirente) ou de stratification (végétation monostrate ou monastratifiée, bistrate ou bistratifiée, pluristrate ou pluristratifiée). Constituant une partie d'une biocénose constituée d'organismes ayant une même phénologie, ou un habitat restreint à l'intérieur d'une station, ces groupements végétaux s'intègrent dans le cadre d'une synusie, groupe d'organismes (végétaux, animaux, fongiques…) ayant les mêmes exigences écologiques et subdivisé par l'écologue Tischler (de) en choriocénoses, unités à distribution horizontale (répartition en ceintures), et stratocénoses à distribution verticale (répartition en strates).
Toutes ces strates peuvent ne pas être conjointement présentes dans un écosystème aquatique (eau vive, eau stagnante, zones humides, zone littorale, domaine océanique…) ou terrestre (prairies, forêts, landes, cultures, zones urbanisées). 
Dans une forêt primaire la présence d'espèces variées dans toutes les strates dans une structure non équienne (arbres de classes d'âges différentes) et en mosaïque est un gage et indicateur de biodiversité.

## Stratification des habitats naturels ou semi-naturels

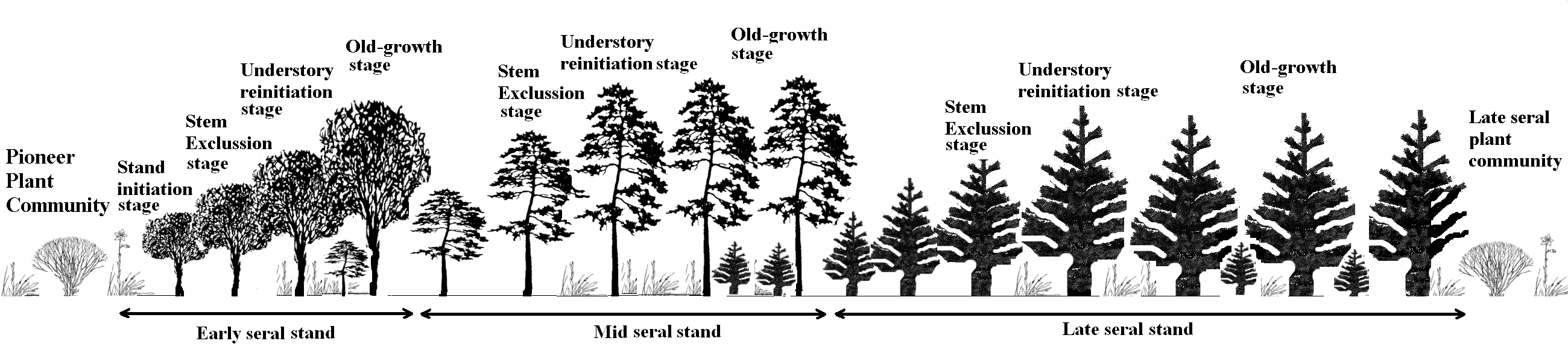
Représentation (théorique et simplifiée) de la succession forestière pour trois types d'essences. Après chaque événement perturbateur créant une trouée dans la forêt, à partir d’un stade pionnier, diverses strates de végétation se reconstituent et évoluent en succession, principalement sous le contrôle de la lumière et des herbivores le cas échéant

Des représentants de certains groupes animaux, végétaux, fongiques ou microbiens peuvent coloniser toutes les strates des habitats naturels ou semi-naturels. C'est le cas par exemple des lianes (ex : Lierre) et de quelques espèces de lichens, mousses, bactéries, champignons, insectes)... Cependant, de nombreuses espèces ne vivent que dans une seule strate ou l'exploitent préférentiellement car chaque strate constitue un habitat spécifique, avec une composition floristique et des caractéristiques microclimatiques et lumineuses propres. « La diversité des modalités de stratification (nature des strates représentées, encombrement général du peuplement) est donc favorable à l’accueil d’espèces aux exigences différentes ».
Ces strates évoluent dans l'espace et dans le temps, au rythme des perturbations écologiques et de la régénération naturelle ou des cycles sylvigénétiques. La hauteur et l'importance en termes de biomasse de chaque strate varie fortement selon le moment dans le cycle sylvigénétique et la zone biogéographique considérée.
Les écologues analysent les différences de richesse spécifique et de recouvrement des strates de végétation entre les assemblages d’espèces.

### Stratification des écosystèmes forestiers
Il n'existe pas de nomenclature universelle pour désigner les divers niveaux de strates ; des qualificatifs appropriés sont généralement choisis, se rapportant au type physionomique prépondérant dans chacune d'elles. De manière schématique et traditionnelle, cinq grands niveaux (qui peuvent être subdivisés) sont distingués :
- la strate arborée composée d'arbres dont la hauteur, pour les forêts tempérées, débute vers 8 ou 10 mètres (la strate arborescente supérieure est une sous-strate composée d'arbres de hauteur supérieure à 20 m, la strate arborescente inférieure d'arbres de hauteur inférieure à 20 m).
- la strate arbustive composée d'arbustes ou buissons (mesurant de 0,3 m à 2 ou 4 m à l'état adulte pour la strate arbustive basse ou frutescente, de 4 à 8 ou 10 m pour la strate arbustive haute) ;
- la strate herbacée composée de plantes herbacées (dont notamment herbes et adventices, les semis et plantules d'arbres étant exclus), jusqu'à 1 m, 1,50 m de hauteur à maturité. Elle est un accueil favorable aux arthropodes, amphibiens, reptiles et petits mammifères ;
- la strate bryo-lichénique, muscino-lichénique ou cryptogamique composée de mousses et de lichens, jusqu'à quelques millimètres de hauteur. La strate muscinale et la strate lichénique sont généralement composées d'espèces formant un mélange intime de mousses et de lichens qui couvrent le sol d'un tapis continu, d'où le nom de strate bryo-lichénique. Elle regroupe aussi les jeunes plantules des strates supérieures et parfois abusivement les macrochampignons (communautés non végétale intégrées dans la strate fongique qui est hypogée car principalement composée de microchampignons) ;
- la strate hypogée, appelée aussi infracryptogamique, inframuscinale ou souterraine, composée de la flore souterraine (notamment l'appareil racinaire et les organes de réserve : bulbes, rhizomes, tubercules) qui sert d'abri et de nourriture à la microfaune du sol et aux mammifères fouisseurs (taupe, musaraigne) ; essentiellement présente dans les 20 premiers centimètres du sous-sol ;

Les trois dernières strates sont parfois appelées "étages bas", par opposition aux deux premières strates qui servent d'abri et de nourriture à une mésofaune et macrofaune (arthropodes ailés ou non) ainsi qu'à une mégafaune (mammifères arboricoles ou volants). Ce sont les strates inférieures qui abritent la plus grande diversité de plantes, tant en termes de richesse spécifique qu'en termes de différenciation phénologique, structurelle et fonctionnelle. Pourtant, la strate bryo-lichénique et hypogée regroupent des végétaux souvent discrets, mal connus du public et moins étudiés par les naturalistes (notamment en raison des contraintes techniques, ces communautés végétales étant peu ou pas visibles à l'œil), faisant partie de ce que la communauté scientifique appelle la biodiversité négligée.
Des auteurs ajoutent parfois le niveau de la canopée ; partie supérieure de la strate arborée où s'épanouissent les « dryades » (phases de maturité, avec par exemple en Europe un couvert dominé par le sapin et/ou l'épicéa en milieu froid, acides et ou de montagne, et le hêtre en plaine) ; Après une coupe rase ou une perturbation naturelle, ces dryades n'apparaissent naturellement que lentement (ou jamais dans les forêts très exploitées, ne devenant dominant qu’après 200 ans, voire beaucoup plus en forêt tropicale et équatoriale.

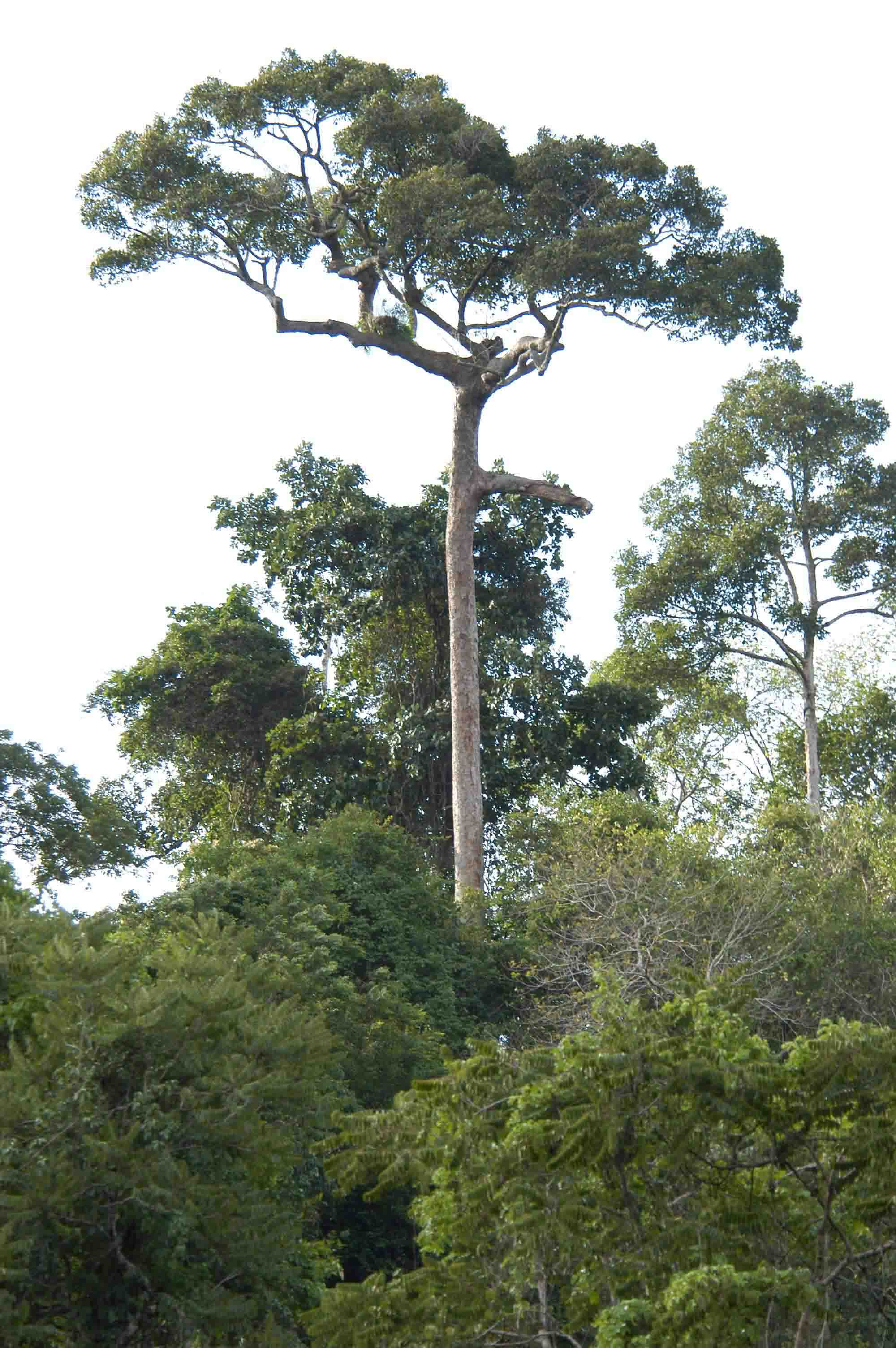
Arbre émergent (ici Dipterocarpe dont le fût émerge de la canopée - Parc national de Khao Yai en Thaïlande)

Enfin, au sein des dryades, de la canopée elle-même émergent quelques très grands arbres, au port parfois très large, dits arbres émergents. Ce sont souvent des espèces à bois dense et dur, à grande longévité (et à racines profondes là où l'eau manque). Ils sont souvent consolidés par de larges contreforts. Jeunes, ils sont sciaphiles (appréciant l'ombre et une humidité et fraicheur relative). Ils peuvent ne s'épanouir, comme arbres dominant la canopée, qu'après plusieurs siècles ou plus d’un millénaire d'une lente croissance sous le couvert de la canopée.
Une étude en 2008 montre que seule une douzaine d'espèce en forêt brésilienne atlantique résistent à la fragmentation forestière, et uniquement loin des lisières ou au cœur des parcelles les plus grandes. Ces dernières espèces peuvent donc être considérées comme bioindicatrices de problèmes de fragmentation écologique des forêts.
L'occupation de chaque strate se traduit par une compétition des espèces pour la lumière et les ressources édaphiques (eau, éléments minéraux), chacune de ces espèces optimisant l'allocation des ressources aériennes (lumière) et souterraines entre les fonctions de croissance et de reproduction.

## Évaluation de la diversité structurelle de la forêt française métropolitaine
Selon l'observatoire national de la biodiversité, concernant l'indicateur « Diversité structurelle des forêts de production métropolitaines (pour la période 2006-2010) » seuls 32 % de la surface forestière, soit 4 879 000 ha, comportent au moins deux strates arborées superposées (futaie irrégulière, mélange de futaie et taillis) ; 62 %, soit 9 545 000 ha, est mono-strate (futaie régulière ou taillis) ; les 6 % restants, soit 982 000 ha, n'ont pas pu être analysés. Selon l'ONB, « Le nombre de strates végétales dans un massif forestier est un indicateur pertinent pour apprécier l'état de sa biodiversité. Un massif forestier diversifié, possédant de nombreuses strates, tend à contenir une importante diversité spécifique et structurelle ».